# Antonio Pinto Vieira
Antonio Pinto Vieira (Porciúncula, 17 de novembro de 1917 – 13 de junho de 2004) foi um médico brasileiro.
Foi eleito membro da Academia Nacional de Medicina em 1961, sucedendo Francisco Eugênio Coutinho na Cadeira 42, que tem João Carlos Teixeira Brandão como patrono.